# Powiat słupski

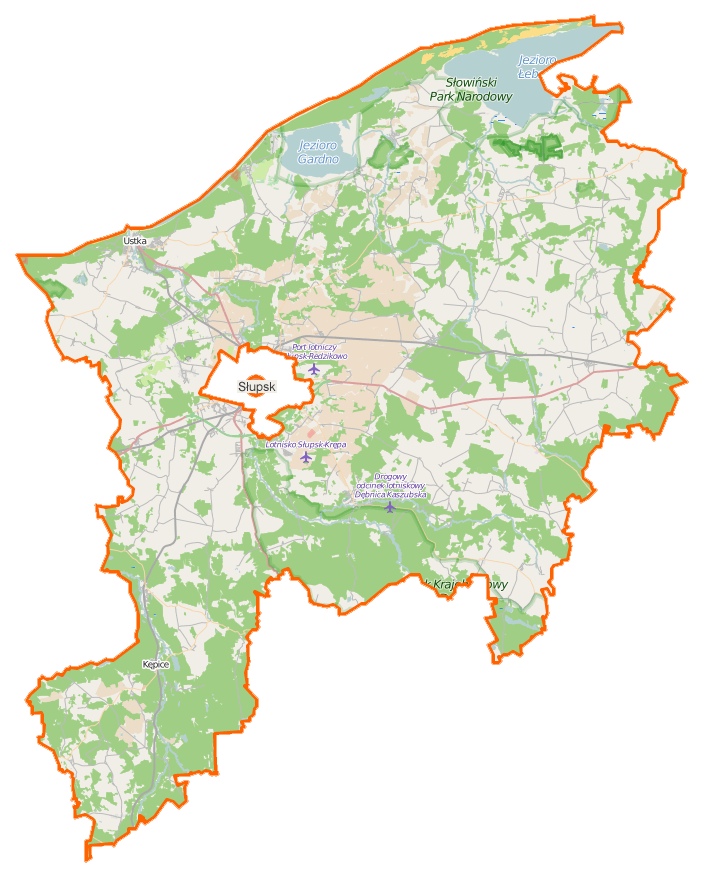
Mapa powiatu

Powiat słupski – powiat w północnej Polsce (województwo pomorskie) utworzony w 1999 w ramach reformy administracyjnej. Jego siedzibą jest miasto Słupsk.
Według danych z 31 grudnia 2019 roku powiat zamieszkiwało 98 686 osób. Natomiast według danych z 30 czerwca 2020 roku powiat zamieszkiwało 98 781 osób.

## Miasta i gminy w powiecie
W skład powiatu wchodzą:
- miasta: Ustka, Kępice, Kobylnica
- gminy miejskie: Ustka
- gminy miejsko-wiejskie: Kępice, Kobylnica
- gminy wiejskie: Damnica, Dębnica Kaszubska, Główczyce, Potęgowo, Redzikowo, Smołdzino, Ustka

## Położenie i granice
Powiat słupski położony jest w północno-zachodniej części województwa pomorskiego. Od północy granicę stanowi 57-kilometrowy odcinek wybrzeża Bałtyku, od zachodu graniczy z województwem zachodniopomorskim (powiat sławieński oraz koszaliński), od wschodu i południa z powiatami: bytowskim i lęborskim. W całości otacza Słupsk, który stanowi odrębne miasto na prawach powiatu.
Pod względem powierzchni jest to największy powiat województwa pomorskiego i 4. powiat w Polsce.

## Demografia

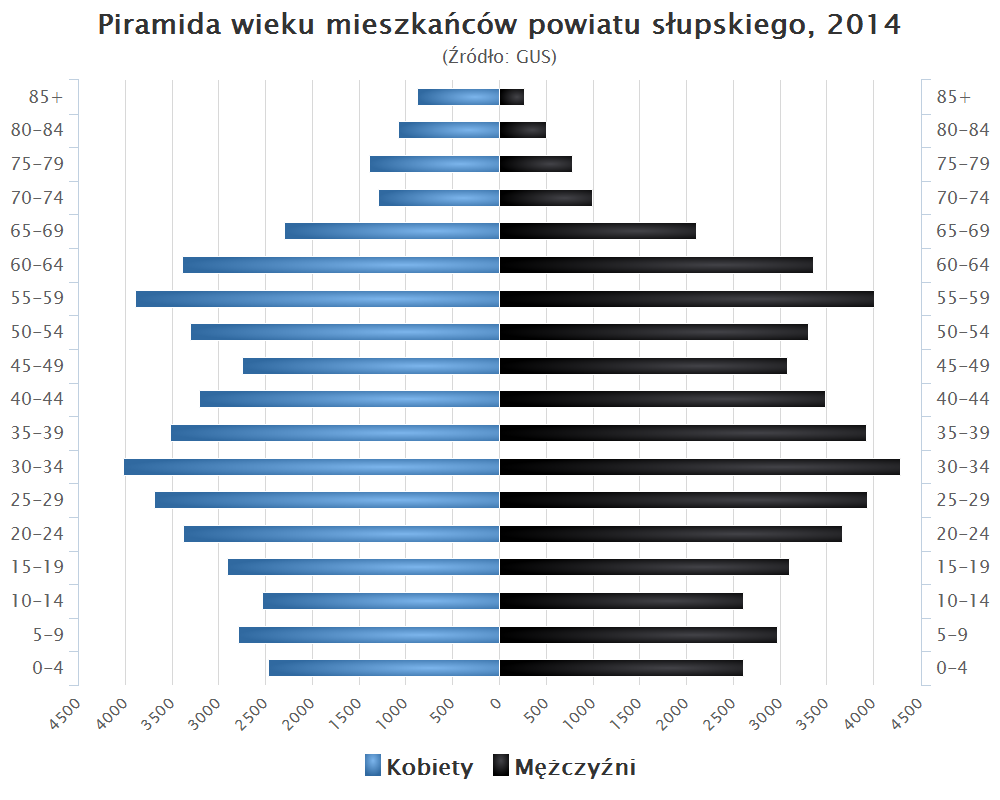
Piramida wieku mieszkańców powiatu słupskiego w 2014 roku

Liczba ludności (dane z 30 czerwca 2013):
|        | Ogółem | Ogółem | Kobiety | Kobiety | Mężczyźni | Mężczyźni |
| osób   | %      | osób   | %       | osób    | %         |           |
| ------ | ------ | ------ | ------- | ------- | --------- | --------- |
| Ogółem | 97 341 | 100    | 48 501  | 49,83   | 48 840    | 50,17     |
| Miasto | 20 113 | 20,66  | 10 359  | 10,64   | 9754      | 10,02     |
| Wieś   | 77 228 | 79,34  | 38 142  | 39,18   | 39 086    | 40,15     |

▶Wieś vs ▶miasto
Ogółem (▶k, ▶m)
Miasto (▶k, ▶m)
Wieś (▶k, ▶m)

### Ludność w latach
|      | \| Lata \| Ludność[7] (stan na 31 grudnia) \| \| ---- \| ------------------------------- \| \| 1999 \| 90 811 \| \| 2000 \| 91 076 \| \| 2001 \| 91 619 \| \| 2002 \| 91 787 \| \| 2003 \| 92 045 \| \| 2004 \| 92 174 \| \| 2005 \| 92 102 \| \| 2006 \| 92 355 \| \| 2007 \| 92 704 \| \| 2008 \| 92 967 \| \| 2009 \| 93 230 \| \| 2010 \| 93 640 \| \| 2011 \| 96 955 \| \| 2012 \| 97 367 \| |
| Lata | Ludność (stan na 31 grudnia) |
| 1999 | 90 811 |
| 2000 | 91 076 |
| 2001 | 91 619 |
| 2002 | 91 787 |
| 2003 | 92 045 |
| 2004 | 92 174 |
| 2005 | 92 102 |
| 2006 | 92 355 |
| 2007 | 92 704 |
| 2008 | 92 967 |
| 2009 | 93 230 |
| 2010 | 93 640 |
| 2011 | 96 955 |
| 2012 | 97 367 |

### Ludność w gminach
| Herb | Gmina                   | Typ             | Powierzchnia (km²) | Populacja (2013) | Siedziba          |
| ---- | ----------------------- | --------------- | ------------------ | ---------------- | ----------------- |
|      | Ustka                   | miejska         | 10,19              | 16 306           |                   |
|      | Gmina Redzikowo         | wiejska         | 260,58             | 16 186           | Słupsk            |
|      | Gmina Kobylnica         | miejsko-wiejska | 244,95             | 11 012           | Kobylnica         |
|      | Gmina Dębnica Kaszubska | wiejska         | 300,02             | 9824             | Dębnica Kaszubska |
|      | Gmina Główczyce         | wiejska         | 323,81             | 9537             | Główczyce         |
|      | Gmina Kępice            | miejsko-wiejska | 293,43             | 9465             | Kępice            |
|      | Gmina Ustka             | wiejska         | 218,1              | 8087             | Ustka             |
|      | Gmina Potęgowo          | wiejska         | 227,92             | 7111             | Potęgowo          |
|      | Gmina Damnica           | wiejska         | 167,81             | 6284             | Damnica           |
|      | Gmina Smołdzino         | wiejska         | 257,24             | 3529             | Smołdzino         |

## Rada Powiatu
| Ugrupowanie                     | 2002–2006  | 2006−2010 | 2010–2014 | 2014–2018 | 2018–2023                |
| ------------------------------- | ---------- | --------- | --------- | --------- | ------------------------ |
| Samoobrona                      | 1          | 1         | –         | –         | –                        |
| Sojusz Lewicy Demokratycznej    | 5 (SLD-UP) | –         | –         | –         | –                        |
| Samorządność                    | 5          | –         | –         | –         | –                        |
| Liga Samorządowa                | 2          | –         | –         | –         | –                        |
| Porozumienie Samorządowe        | 8          | 8         | 9         | 6         | 10                       |
| Platforma Obywatelska           | –          | 5         | 6         | 5         | 6 (Koalicja Obywatelska) |
| Samorządność Powiatu Słupskiego | –          | 7         | 6         | 4         | 5                        |
| Prawo i Sprawiedliwość          | –          | –         | –         | 6         | –                        |

## Historia

### Archeologia
Pierwsze ślady obecności ludności zajmującej się łowiectwem, rybołówstwem i zbieractwem pochodzą z epoki mezolitu (środkowy okres epoki kamienia – około 8000–4800 lat p.n.e.), kolejne następujące w miarę ocieplania się klimatu związane są z ludnością neolityczną prowadzącą osiadły tryb życia. Tereny dzisiejszego powiatu słupskiego zostały opanowane około 3500 lat p.n.e. przez grupy ludności kultury pucharów lejkowatych, które cechowała budowa kamiennych grobowców, tzw. megalitów (Dąbrówno, Potęgowo i Łupawa); oraz ludność kultury amfor kulistych (cmentarzysko w Zagórkach). W miarę załamania się ciepłego klimatu bałtyckiego i pojawienia chłodnego – subborealnego zaczęły na te tereny napływać prymitywne ludy z północy, ludność kultur ceramiki dołkowo-grzebykowej (obozowisko w Rowach) i ludność pasterska kultury ceramiki sznurowej (stanowiska w Wieliszewie i Krępie).
Około 1700 r. p.n.e. zaczęły przybywać grupy ludności, które opanowały metalurgię brązową. Jako pierwsza osiadła ludność kultury unietyckiej (stanowiska w Mianowicach i Rębowie), prowadząca gospodarkę pasterską, uprawę roli oraz łowiectwo, rybołówstwo i zbieractwo.
W II okresie epoki brązu, od około 1450 do 1200 r. p.n.e., powstała kultura przedłużycka, charakteryzująca się budową cmentarzysk kurhanowych – grobów w formie usypanych z ziemi kurhanów, wewnątrz których znajdowały się konstrukcje kamienne (stanowiska w Borzęcinie, Dąbrównie i Dębinie).
Około 1200 r. p.n.e. powstała kultura łużycka – zajmująca się uprawą roli i chowem zwierząt, zbieractwem, łowiectwem i rybołówstwem; posiadająca wysoką znajomość metalurgii brązowej i garncarstwa. Dominującą formę pochówku stanowiły płaskie pola popielnicowe. Stanowiska znajdują się w Żelkach, Witkowie, Siodłoniach.
Następnie rozwinęła się kultura pomorska, cechująca się odmiennymi elementami obrządku pogrzebowego – pochówek w skrzyniach zbudowanych z płyt kamiennych (groby skrzynkowe), popielnice zdobione wyobrażeniem twarzy (popielnice twarzowe). Podstawą utrzymania ludności była uprawa ziemi i chów zwierząt. Stanowiska w Ruszycach i Łysomiczkach.

### Zabytki
Zabytki archeologiczne:
- Rowokół

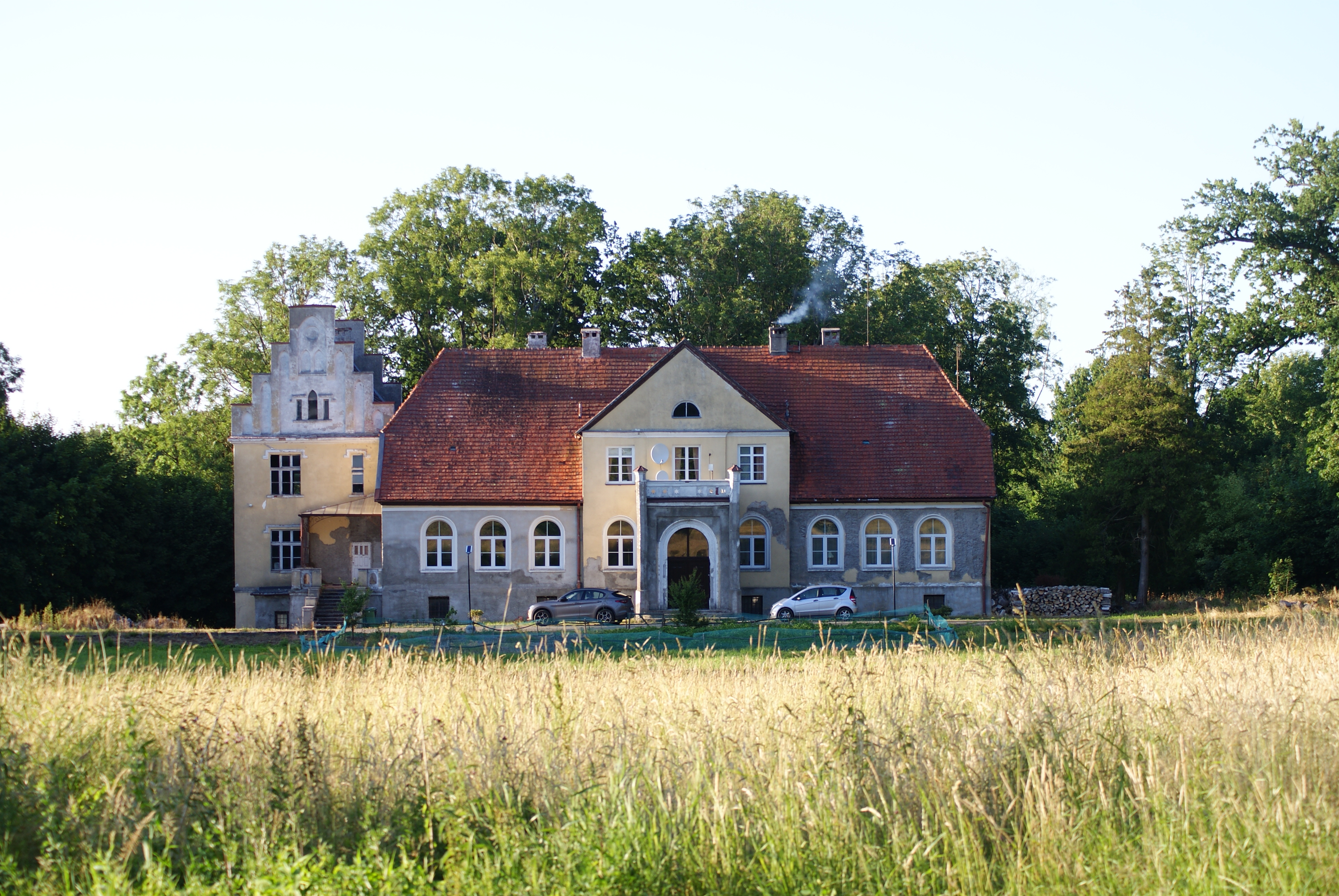
Pałac w Zaleskich

Grodziska przypisywane kulturze łużyckiej:
- Damno (grodzisko)
- Gałęzinowo (grodzisko)
- Siodłonie
- Stary Kraków
- Żoruchowo (grodzisko)

### Muzea
- Ustka:
  - Muzeum Chleba,
  - Muzeum Ziemi Usteckiej.

## Kultura
Tradycje kaszubskie kultywuje Zrzeszenie Kaszubsko-Pomorskie.

## Przyroda
Rzeźba terenu jest urozmaicona, z charakterystycznymi wypiętrzeniami moren czołowych i specyficznym, przymorskim krajobrazem w części północnej, z terenami wydmowymi sięgającymi 30 m n.p.m. Na odcinku Ustka – Rowy brzeg klifowy, kształtowany silną abrazją morza, porośnięty jest zbiorowiskami boru bażynowego i kwaśnej buczyny. Na zapleczu wydm występują często torfowiska, z których największe to Zaleskie Bagna i Złakowskie Błota, z występującą tam reliktową woskownicą europejską.
Ważnym elementem krajobrazu są liczne rzeki – z największą Słupią – znaną rzeką trociową. Lasy ochronne zajmują 83% powierzchni leśnej, głównymi gatunkami drzewostanu są: sosna – 61% i buk – 13%, a przeciętny wiek drzewostanów jest wysoki i sięga 62 lat. Występuje tu wiele gatunków roślin chronionych, a ze zwierząt chronionych należy wyróżnić bielika, wydrę i bobra.

### Rzeki
Powierzchnia powiatu podzielona jest zasadniczo pomiędzy zlewnie rzek Łupawy i Słupi oraz w niewielkiej części zlewnię Wieprzy. Do strefy ochronnej wód powierzchniowych należy cały obszar Parku Krajobrazowego „Dolina Słupi” i rezerwaty przyrody w tym regionie.

### Jeziora
Największe zgrupowania jezior znajdują się w części północnej i wschodniej powiatu słupskiego. Pierwszą grupę stanowią jeziora przybrzeżne. Są to kryptodepresyjne zbiorniki wodne, oddzielone od morza piaszczystymi mierzejami, o bardzo dużych powierzchniach, bardzo płytkie i o szybkim tempie wypłycania. Kolejną grupą są jeziora pochodzenia polodowcowego, przeważnie rynnowe, układające się w długie ciągi, połączone niewielkimi odcinkami rzek.
Ważniejsze jeziora to: Łebsko (7140 ha), Gardno (2468,1 ha), Dołgie Duże (156,4 ha), Głębokie (107,5 ha), Lewarowe (71,5 ha), Krzynia (70 ha), Obłęskie (Obłęże) (62,4 ha), Modła (61,9 ha).

## Obszary chronione

### Parki narodowe
- Słowiński Park Narodowy, położony w północnej części województwa pomorskiego na Wybrzeżu Słowińskim, wchodzącym w zasięg Pobrzeża Słowińskiego. Wielkość: 18 247 ha. Walory przyrodnicze: unikatowy obszar ruchomych wydm zwanych „Białymi Górami” wraz z przymorskimi jeziorami: Łebsko, Gardno, Dołgie Małe, Dołgie Duże, cenne zbiorowiska leśne: bór bażynowy, brzezina bagienna, świeży bór bagienny, oraz rzadkie gatunki fauny, w tym awifauny, jak bielik, orzeł przedni i roślin, włączony do sieci obszarów chronionych Natura 2000 oraz sieci Światowych Rezerwatów Biosfery i obszarów chronionych w ramach konwencji ramsarskiej.

Zobacz też: rezerwaty biosfery w Polsce.

### Rezerwaty
- Bagna Izbickie – rezerwat położony w okolicy Izbicy w gminie Główczyce, wielkość: 281,18 ha, walory przyrodnicze: zespoły roślinne cechujące środowisko wilgotne; wrzosiec bagienny, woskownica europejska, rosiczka okrągłolistna, przygiełka biała, turzyca bagienna, modrzewnica, bażyna czarna, bagno zwyczajne;
- Buczyna nad Słupią – rezerwat w gminie Ustka (Nadleśnictwo Ustka), wielkość: 18,92 ha, walory przyrodnicze: przykład drzewostanu bukowego;
- Modła – rezerwat w gminie Ustka, wielkość: 194,80 ha, walory przyrodnicze: miejsce lęgowe ptactwa wodnego; mewy śmieszki, mewy srebrzystej, mewy pospolitej, rybitwy czarnej, kaczki krzyżówki, łabędzia niemego, błotniaka łąkowego, remiza, kwiczoła, roślinność będąca podstawowym elementem decydującym o warunkach lęgowania ptaków oraz zespoły roślinności wodnej i szuwarowej typowe dla płytkiego, zarastającego jeziora przymorskiego;
- Torfowisko Pobłockie – rezerwat położony w okolicy wsi Pobłocie w gminie Główczyce, wielkość: 112,31 ha, walory przyrodnicze: obszar retencji wodnej, występują tu: woskownica europejska, wrzosiec bagienny, modrzewnica, rosiczka okrągłolistna, bagno zwyczajne;
- Torfowisko Potoczek – rezerwat w gminie Kępice, wielkość: 15,24 ha, walory przyrodnicze: bór bagienny o powierzchni 3,86 ha, ostoja zwierzyny płowej i czarnej;
- Wzgórze Rowokół – rezerwat w gminie Smołdzino, wielkość: 562,81 ha, walory przyrodnicze: położenie stożka Rowokołu (115 m n.p.m.) w odległości zaledwie 6 km od morza, las na stokach wzgórza sprawiający miejscami wrażenie regla dolnego (udział buka i jodły);
- Wierzchocińskie Jałowce – rezerwat w gminie Smołdzino (Nadleśnictwo Damnica), wielkość: 1,29 ha, walory przyrodnicze: halizna ze skupieniem około 150 jałowców, poszczególne okazy wytwarzają tu różne formy; kolumnowe, piramidalne, stożkowe do wysokości 10 m.

### Parki krajobrazowe
- Dolina Słupi – dolina rzeki Słupi w jej środkowym biegu wraz z dorzeczem, wielkość: 37 040 ha, walory przyrodnicze: jeziora, z których najcenniejsze pod względem przyrodniczym to: Jasień, Skotawsko Małe i Skotawsko Wielkie, Głębokie, Borzytuchomskie Duże, Konradowo, Krzynia; siedliska roślinne o cechach zbiorowisk naturalnych i półnaturalnych; roślinność: wawrzynek wilczełyko, pływacz zwyczajny, rosiczka. Najcenniejsze przyrodniczo fragmenty Parku i jego otuliny zostały wydzielone w postaci rezerwatów przyrody.

### Obszary chronionego krajobrazu
- Pas pobrzeża na wschód od Ustki, na wschód od ujścia rzeki Słupi, wzdłuż wybrzeża do jeziora Gardno, wielkość: 3336 ha, walory przyrodnicze: wybrzeże morskie z plażami, wydmami i klifem, roślinność nadmorska, zespoły leśne: bory nadmorskie i buczyny,
- Pas pobrzeża na zachód od Ustki, na zachód od ujścia rzeki Słupi, wzdłuż wybrzeża do granicy powiatu, wielkość: 7520 ha, walory przyrodnicze: sąsiedztwo morza i związanego z nim świata roślinnego; roślinność wydmowa, bagienna, bory nadmorskie, kryptodepresyjne jezioro przymorskie Modła wraz z rezerwatem,
- Jezioro Łętowskie oraz okolice Kępic wraz z fragmentem doliny rzeki Wieprzy, obszar na północny zachód od Kępic do miejscowości Łętowo oraz około 7 km na południowy wschód od Kępic, wielkość: 6880 ha, walory przyrodnicze: jeziora: Łętowskie oraz Obłęskie, lesistość obszaru – 76%, pomniki przyrody i głazy polodowcowe (eratyki).

## Atrakcje turystyczne
- Latarnie morskie w Ustce i Czołpinie,
- Kąpieliska morskie: Ustka (status uzdrowiska), Rowy, Poddąbie, Dębina, Orzechowo Morskie, Czołpino,
- Szlaki turystyczne
  - Piesze
  - Rowerowe
  - Kajakowe
  - Drogi do jazdy konnej w okolicy Ustki, Przewłoki i Orzechowa,
  - Ścieżki przyrodniczo-leśne w rezerwatach przyrody,
- Wsie: Swołowo (Europejskie Dziedzictwo Kultury), Krzemienica, Bruskowo Wielkie, Kluki – wyróżniające pomorską architekturą szachulcową.

## Sąsiednie powiaty
- pomorskie: miasto Słupsk, powiat bytowski, powiat lęborski
- zachodniopomorskie: powiat koszaliński, powiat sławieński